# チンジャ・デ・ボッティ
チンジャ・デ・ボッティ（伊: Cingia de' Botti）は、イタリア共和国ロンバルディア州クレモナ県にある、人口約1,100人の基礎自治体（コムーネ）。

## 地理

### 位置・広がり

#### 隣接コムーネ
隣接するコムーネは以下の通り。
- チェッラ・ダーティ
- デローヴェレ
- モッタ・バルッフィ
- サン・マルティーノ・デル・ラーゴ
- スカンドラーラ・ラヴァーラ
- トッレ・デ・ピチェナルディ (カ・ダンドレーア)

### 気候分類・地震分類
気候分類では、zona E, 2389 GGに分類される。
また、イタリアの地震リスク階級 (it) では、zona 3 (sismicità bassa) に分類される
。

## 行政

### 分離集落
チンジャ・デ・ボッティには、以下の分離集落（フラツィオーネ）がある。
- Cà de' Corti, Casaletto di Sotto, Mottaiola de' Coppini, Pieve Gurata, Vidiceto